# Елеонора Нассау-Саарбрюкенська
Елеонора Нассау-Саарбрюкенська (нім. Eleonore von Nassau-Saarbrücken; 30 липня 1707 — 15 жовтня 1769) — донька графа Нассау-Саарбрюкенського Людвіга Крафта та Філіпіни Генрієтти Гогенлое-Лангенбурзької, дружина графа, а згодом — князя, Гогенлое-Лангенбургу Людвіга.

## Життєпис
Елеонора народилась  30 липня 1707 року в Саарбрюкені. Вона була шостою донькою в родині графа Людвіга Крафта Нассау-Саарбрюкенського та Філіпіни Генрієтти Гогенлое-Лангенбурзької.
У 15-річному віці Елеонора побралася із своїм кузеном Людвігом, старшим від неї на одинадцять років, що був графом Гогенлое-Лангенбургу. Весілля відбулося 23 січня 1723 року в замку Лоренцен. У подружжя з'явилося тринадцятеро дітей
У січні 1764 року її чоловік отримав титул імперського князя, а за рік — пішов з життя. Елеонора пережила його на чотири роки й померла 15 жовтня 1769 року. Похована у Лангенбурзі.

## Родина
Чоловік — Людвіг, князь Гогенлое-Лангенбурзький
Діти:
- Крістіан Альбрехт (1726⁣ — ⁣1789) — наступний князь Гогенлое-Лангенбургу, був одружений із Кароліною Штольберг-Ґедернською, мав із нею сімох дітей;
- Фрідріх Карл (19 лютого⁣ — ⁣17 червня 1728) — помер немовлям;
- Софія Генрієтта (1729⁣ — ⁣1735) — померла в дитячому віці;
- Августа Кароліна (1731⁣ — ⁣1736) — померла в дитячому віці;
- Луїза Шарлотта (1732⁣ — ⁣1777) — була одружена із князем Гогенлое-Кірхбергу Крістіаном Фрідріхом, мала із ним двох доньок;
- Елеонора Юліана (1734⁣ — ⁣1813) — дружина Вольфганга Альбрехта Гогенлое-Інґельфінґенського, мала із ним шістьох дітей;
- Вільгельм Фрідріх (1736⁣ — ⁣1805);
- Філіп Карл (1738⁣ — ⁣1753) — помер у 15-річному віці;;
- Фрідріх Август (1740⁣ — ⁣1810);
- Людвіг Готтфрід (1742⁣ — ⁣1765) — помер у 21-річному віці;
- Крістіана Генрієтта (20⁣ — ⁣26 лютого 1744) — померла невдовзі після народження;
- Кароліна Крістіана (1746⁣ — ⁣1750) — померла в дитячому віці;
- Фрідріх Ернст (1750⁣ — ⁣1794) — був одружений з Магдаленою Адріаною ван Харен, мав із нею вісьмох дітей.